# Artemis (album)
Artemis è il quinto album in studio della violinista statunitense Lindsey Stirling, pubblicato il 6 settembre 2019.

## Tracce
1. Underground – 4:24
2. Artemis – 3:53
3. Til the Light Goes Out – 4:46
4. Between Twilight – 4:19
5. Foreverglow – 3:58
6. Love Goes On and On (feat. Amy Lee) – 4:06
7. Masquerade – 3:21
8. Sleepwalking – 3:47
9. Darkside – 4:07
10. The Upside – 3:47
11. Guardian – 3:20
12. Aurora – 3:35
13. The Upside (feat. Elle King) – 3:48